# Hispidín
Hispidina es una sustancia natural que también se puede sintetizar.
Hispidina 4-O-β-d-glucopiranosido se puede encontrar en Pteris ensiformis mientras que los derivados de hispidina, tales como phellibaumin, se puede encontrar en el hongo comestible Inonotus xeranticus o Phellinus.